# Mimoxenolea
Mimoxenolea is een kevergeslacht uit de familie van de boktorren (Cerambycidae). De wetenschappelijke naam van het geslacht werd voor het eerst geldig gepubliceerd in 1960 door Breuning.

## Soorten
Mimoxenolea omvat de volgende soorten:
- Mimoxenolea bicoloricornis Breuning, 1960
- Mimoxenolea ornata (Breuning, 1961)
- Mimoxenolea sikkimensis (Breuning, 1961)